# آي سي فلكس
آي سي فلكس (icflix) هي منصة عرض متخصصة في خدمة البث عبر الإنترنت وفيديو حسب الطلب، الخدمة موجهة لمنطقة الشرق الأوسط وشمال أفريقيا وتقدّم أفلام جازوود (محتوى عربي)، بوليوود وهوليوود.

## البرمجة الأصلية
اعتبارًا من شهر أكتوبر عام 2014 شرعت شركة آي سي فلكس في إصدار أفلام من إنتاجها:
HIV: فيلم درامي يدور حول حياة يوسف المصاب بفيروس نقص المناعة البشرية. الفيلم من إخراج محمد عادل ومن تمثيل محمد الشرنوبي، عليا عساف، لبنى يونس ومصطفى منصور.
المكيدة: فيلم درامي تدور أحداثه حول جريمة قتل غامضة. الفيلم من إخراج أحمد حسن ومن تمثيل كريم عبد الخالق، عبد الرحيم محمد، نور محمود، مصطفى عبد السلام، مصطفى منصور ونهى إسماعيل.

## الأجهزة المدعومة
قائمة أجهزة آي سي فلكس المتوافقة:
1. سامسونج:[7] الهواتف الذكية، التابلت وأجهزة التلفاز.
2. إل جي: الهواتف الذكية وأجهزة التلفاز.
3. أبل: آي باد وآي فون.
4. مايكروسوفت: الهواتف الذكية والتابلت.
5. مايكروسوفت: أكس بوكس.
6. بلاي ستيشن 4